# アップ・オン・ザ・ダウン・サイド
「アップ・オン・ザ・ダウン・サイド」 (Up on the Downside) は、オーシャン・カラー・シーン (OCS) による楽曲。
この曲は2001年にリリースされ、全英シングルチャートで19位に達した。トップ75には3週間留まった。2001年のアルバム『メカニカル・ワンダー』に収録されており、このアルバムからは最初のシングルとしてリリースされた。
この曲は、テレビゲーム『ワールドサッカー ウイニングイレブン 2010』に使用されている。

## 収録曲
1. アップ・オン・ザ・ダウン・サイド - Up on the Downside
2. テイク・ユー・バック - Take You Back
3. ジーズ・アー・ザ・ワンズ - There are the Ones